# Озеряни (Дубенський район)
Озеря́ни — село в Україні у Варковицькій сільській громаді Дубенського району Рівненської області. Населення становить 673 осіб. Є залізнична станція.

## Герб
У лазуровому щиті три золоті очеретини з зеленим листям, що супроводжуються зверху срібною шаблею в балку. У червоній главі срібний розширений хрест.

## Географія
Село розташоване на лівому березі річки Швидівки.

## Історія
Перша письмова згадка про село у грамоті Великого князя Литовського Вітовта від 2 липня 1396 року в Луцьку.
У 1906 році колонія Варковицької волості Дубенського повіту Волинської губернії. Відстань від повітового міста 23 верст, від волості 5. Дворів 186, мешканців 1162.
7 (20) листопада 1917 року, відповідно до Третього Універсалу Української Центральної Ради, увійшло до складу Української Народної Республіки.
У  травні  1919 року в районі Озерян розгорнулися жорстокі бої, в яких було розбито  знаменитий панцерник "Стрілець"
12 червня 2020 року, відповідно до розпорядження Кабінету Міністрів України № 722-р від «Про визначення адміністративних центрів та затвердження територій територіальних громад Рівненської області», увійшло до складу Варковицької сільської громади.
19 липня 2020 року, в результаті адміністративно-територіальної реформи та ліквідації  Дубенського (1939—2020) району, село увійшло до складу новоутвореного Дубенського району.

## Відомі люди
Народилися:
- Волошин Ростислав (псевдо: «Горбенко») (3.11.1911, с. Озеряни, нині Дубенський район, Рівненська область — 22 серпня 1944, с. Гаї Бійничі, нині Дрогобицький район, Львівська область) — полковник Української повстанської армії, командант запілля УПА, заступник Головного командира УПА, Генеральний Секретар Внутрішніх Справ УГВР. Лицар Золотого Хреста Заслуги УПА.
- Смолійчук Віктор Петрович (1995—2023) — український військовослужбовець, учасник російсько-української війни, Герой України (посмертно, 2025).

Учасники Другої світової війни
- Грищук Степан Антонович народився 1920 року в с. Княгинин. Призваний на фронт у 20 років. Дорога війни розпочалася у Калінінградській області, пізніше оборона Москви, Курська дуга, Кенігсберг, Японія. Тільки 1946 року повернувся додому. Був поранений. За заслуги перед Вітчизною нагороджений орденами та медалями. Після війни оселився в с. Озеряни. Помер у 2009 році.
- Тимощук Модест Якович народився 28 серпня 1922 року в с. Білоберіжжя. Перед війною поселився в с. Озеряни. Призваний до армії в 1944 році. Брав активну участь у визволенні Балтії, де отримав важке поранення, залишився без ноги. Помер 25 листопада 1977 року.
- Духній Сергій Миронович народився в с. Квітневе 1919 року. Під час війни був вивезений на примусові роботи у Східну Прусію. Коли фронт рухався в напрямку Варшави, Сергій Миронович потрапив до лав Червоної армії в запасний полк. Впродовж війни будував мости. Спочатку через річку Віслу, потім через річку Одер. Після війни одружився і проживав в с. Озеряни. Помер в 2009 році.